# Ludvík Vaculík
Ludvík Vaculík (Brumov-Bylnice, 23 de julio de 1926 - Dobřichovice, 6 de junio de 2015) fue un escritor y periodista checo. Destacado escritor de samizdat, es más conocido como el autor del manifiesto Las dos mil palabras de junio de 1968, publicado durante la Primavera de Praga.

## Antes de 1968
El presidente de Checoslovaquia y líder del Partido Comunista (KSČ), Antonín Novotný, y sus compañeros conservadores habían comenzado a adoptar un enfoque más represivo hacia los intelectuales y escritores después de la Guerra de los Seis Días de junio de 1967. Al mes siguiente, Vaculík, entonces todavía miembro del Partido Comunista, asistió al IV Congreso de la Unión de Escritores. Entre los demás asistentes se encontraban los miembros del partido Pavel Kohout, Ivan Klíma y Milan Kundera, así como Václav Havel, que no era miembro del KSČ. Vaculík pronunció un discurso incendiario en el que rechazó el papel dirigente del partido por considerarlo innecesario y lo criticó por sus políticas culturales restrictivas y la incapacidad de abordar las cuestiones sociales. Havel recordó la respuesta mixta de los colegas escritores a los comentarios de Vaculík: por un lado, estaban "encantados de que alguien hubiera dicho la verdad... pero [su] deleite se vio atenuado por las dudas sobre si la confrontación directa en el nivel político conduciría a alguna parte, y temían que pudiera estimular un contraataque por parte del centro de poder." Novotný y sus seguidores intentaron efectivamente poner el sindicato de escritores bajo su control después del congreso, pero fracasaron. Los discursos de Vaculík y otros escritores en la conferencia, con sus sentimientos anti-Novotný, aumentaron la brecha entre los partidarios conservadores de Novotný y los miembros más moderados de la dirección del partido, una división que contribuiría a la eventual caída de Novotný.

## La Primavera de Praga y Las dos mil palabras
Vaculík estaba entre los miembros más progresistas del Partido Comunista de Checoslovaquia y, por tanto, más radical que Alexander Dubček, que se había convertido en líder del partido en enero de 1968. Por lo tanto, Vaculík y otros sintieron en general que las reformas del Programa de Acción de abril eran el mínimo necesario y que debe aplicarse rápida y firmemente. Con la esperanza de influir en los votantes en las próximas elecciones al congreso del partido, Vaculík publicó el manifiesto "Dos mil palabras para los trabajadores, agricultores, científicos, artistas y todos" en varios periódicos importantes de Praga, completo con firmas de otras figuras públicas. La fecha era el 27 de junio de 1968, el día siguiente de la abolición de la censura previa por la Asamblea Nacional.
En Las dos mil palabras, Vaculík pidió que el público "exija la dimisión de las personas que han abusado de su poder" mediante críticas, manifestaciones y huelgas. También expresó su preocupación por la "reciente aprensión" respecto de las reformas debido a "la posibilidad de que fuerzas extranjeras"—las del Pacto de Varsovia—"puedan intervenir en el desarrollo interno de Checoslovaquia". Si esto sucediera, Vaculík argumentó: ...lo único que podemos hacer es mantenernos firmes y no permitir ninguna provocación. Podemos asegurar a nuestro gobierno (con armas si es necesario) siempre y cuando haga lo que le damos el mandato de hacer.

### Impacto de Las dos mil palabras
A pesar del tono general moderado y de la ortodoxia marxista-leninista, Las dos mil palabras pedían acción por parte del público en caso de una intervención militar y por lo tanto negaban el papel dirigente del partido, como lo había hecho el discurso de Vaculík de 1967. Fue popular en toda Checoslovaquia tanto entre intelectuales como entre trabajadores, y su popularidad sólo aumentó después de que el partido lo condenara oficialmente. También aumentó significativamente las preocupaciones de la Unión Soviética. Después de Las dos mil palabras, el líder del Partido Comunista de la Unión Soviética, Leonid Brezhnev, al ver que se desarrollaba una situación similar a la de Hungría en 1956, utilizó el término "contrarrevolución" para describir la Primavera de Praga por primera vez. Si se estaba produciendo una contrarrevolución (y la Unión Soviética estaba cada vez más dispuesta a categorizar los acontecimientos en Checoslovaquia como tales, ya que otros radicales continuaron actuando y Dubček no logró ganarse su confianza), el socialismo tal como lo veía la Unión Soviética estaba amenazado y la invasión por tropas del Pacto de Varsovia, como lo veía la Unión Soviética, ocurrida el 20 y 21 de agosto de 1968, se consideró justificada. Esta política de aceptabilidad del uso de la fuerza allí donde se pensaba que el socialismo estaba amenazado se conocería como la Doctrina Brezhnev, y Las dos mil palabras de Vaculík fueron un paso integral hacia esta temprana aplicación de la misma.

## Vaculík como disidente
Después de que Gustáv Husák llegara al poder en 1969 y aumentara la censura, Vaculík (que ya no era miembro del partido) formó parte del círculo de escritores disidentes en Checoslovaquia. En 1973, inició Edice Petlice (Edición Candado), una serie de samizdat que dirigió hasta 1979. Otros siguieron con sus propias series, a pesar del acoso de la policía secreta del partido. Algunos autores de samizdat, incluido Vaculík, también publicaron en Occidente.
El núcleo de los autores de samizdat finalmente desarrolló y firmó el documento fundacional de la Carta 77; Vaculík asistió a la segunda de las reuniones de planificación en diciembre de 1976. El 6 de enero de 1977, Vaculík, junto con Havel y Pavel Landovský, un actor, intentaron dar una copia de la carta a la oficina de correos para enviarla al gobierno checoslovaco. La policía secreta del partido detuvo su coche y los tres fueron llevados para interrogarlos. Posteriormente, otros firmantes también fueron sometidos a interrogatorios y registros en sus hogares.
Sin embargo, a finales de 1978, Vaculík publicó el artículo "Observaciones sobre el coraje", un artículo que ayudó a establecer el tono de las críticas a los cartistas. De los firmantes originales, la mayoría eran de la intelectualidad de Praga y Brno, y Vaculík y otros advirtieron en contra de que se aislaran tanto que los ciudadanos promedio ya no podrían relacionarse con la Carta 77. Su crítica actuó contra una mitificación de la Carta y aseguró una discusión continua sobre su posición y papel.

## Después del comunismo y muerte
Vaculík continuó escribiendo; la prohibición oficial sobre sus obras se levantó a finales de 1989 con la Revolución de Terciopelo. Tenía una columna semanal en Lidové noviny que presentaba folletines que abordaban diversas cuestiones políticas y culturales checas, al igual que gran parte de su trabajo clandestino durante el comunismo. Vaculík murió por causas naturales a la edad de 88 años el 6 de junio de 2015 en Dobřichovice, donde vivía con su hijo.

## Obras

### Novelas
- Rušný dům (1963), novela autobiográfica sobre el trabajo del autor en una escuela
- Sekyra (1966). The Axe, traducido al inglés por Marian Sling (Harper & Row, 1973)[24]
- Morčata (1970). The Guinea Pigs, traducido Kača Poláčková (The Third Press, 1973; Open Letter, 2011)[25][26]
- Český snář (1980). A Czech Dreambook, trans. Gerald Turner and Jonathan Bolton (Karolinum Press, 2020)[27]
- Milí spolužáci (1995)

### Compilaciones en inglés
- A Cup of Coffee with My Interrogator: The Prague Chronicles of Ludvík Vaculík, trans. George Theiner (Readers International, 1987)[28][29]

### Ensayos
- Las dos mil palabras (1968)[30]
- On a Plane (1983), traducción de Alex Zucker (2018)[31]